# 岡倉天心
岡倉 天心（おかくら てんしん、文久2年12月26日〈1863年2月14日〉 - 大正2年〈1913年〉9月2日）は、日本の思想家、文人。本名は岡倉 覚三（おかくら かくぞう）。幼名は岡倉 角蔵（読み同じ）。

## 人物
横浜の本町5丁目（現在の同市中区本町1丁目、横浜開港記念会館付近）で生まれる。福井藩出身の武家で、1871年に家族で東京に移転。東京美術学校（現在の東京芸術大学美術学部）の設立に大きく貢献し、後年に日本美術院を創設した。近代日本における美術史学研究の開拓者で、英文による著作での美術史家、美術評論家としての活動、美術家の養成、ボストン美術館中国・日本美術部長といった多岐に亘る啓発活動を行い、明治以降における日本美術概念の成立に寄与した。「天心」は岡倉が詩作などの際に用いた号であるが、生前には「岡倉天心」と呼ばれることはほとんどなく、本人はアメリカでも本名の岡倉 覚三（Okakura Kakuzo）で通していた。
福井藩の下級藩士の父・岡倉勘右衛門は、藩命で武士の身分を捨て、福井藩が横浜に開いた商館「石川屋」（現在の横浜市開港記念会館）の貿易商となり、その商店の角倉で生まれたことから、覚三は当初「角蔵」と名付けられた。9歳の時、妹・てふを出産した母・このが産褥熱で死去する。その葬儀が行われた長延寺（後のオランダ領事館）に預けられ、そこで漢籍を学び、横浜居留地に宣教師ジェームス・バラが開いた英語塾で英語も学んだ。弟の岡倉由三郎は英語学者。1873年（明治6年）に東京外国語学校（現東京外国語大学）に入学。その後、東京開成所（後の官立東京開成学校、現在の東京大学）に入所し、政治学・理財学を学ぶ。英語が得意だったことから同校講師のアーネスト・フェノロサの助手となり、フェノロサの美術品収集を手伝った。16歳のとき、大岡忠相の末裔でもある13歳の基子と結婚する。1882年（明治15年）に専修学校（現在の専修大学）の教官となり、専修学校創立時の繁栄に貢献し学生達を鼓舞した。専修学校での活躍は、文部省専門学務局内記課に勤めていたころである。また専修学校の師弟関係で浦敬一も岡倉と出会い、その指導により生涯に決定的な影響を受けた。
1890年（明治23年）から3年間、東京美術学校でおこなった講義「日本美術史」は、叙述の嚆矢（初の日本人自らの通史での美術史）とされる。

### 顕彰・記念事業

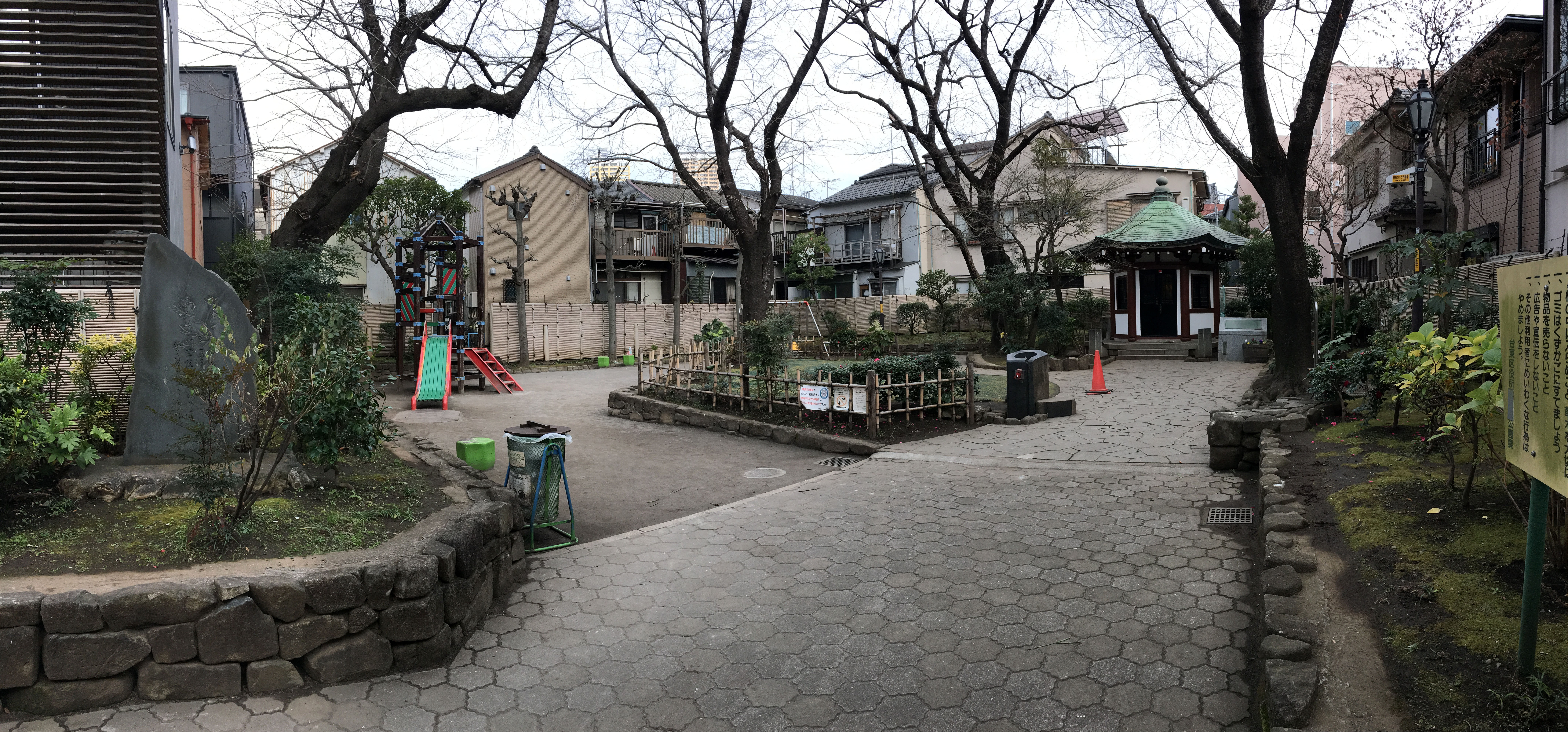
岡倉天心記念公園

1942年（昭和17年）、晩年を過ごした茨城県の五浦に天心翁肖像碑（亜細亜ハ一な里石碑）が竣工。同年11月8日には横山大観、斎藤隆三、石井鶴三などが参列して除幕式が行われた。
1967年（昭和42年）には東京都台東区に岡倉天心記念公園（旧邸・日本美術院跡）が開園。1997年（平成9年）には北茨城市の五浦に日本美術院第一部を移転させて活動した岡倉天心らの業績を記念して、茨城県天心記念五浦美術館が設立された。
ニューヨークで自身の英語で「茶の本」を出版し100年にあたる2006年の10月9日に、岡倉が心のふるさととしてこよなく愛した福井県の永平寺（曹洞宗の大本山）で、関係者による“岡倉天心「茶の本」出版100周年記念座談会”が行われた。そして岡倉の生誕150年、没後100年を記念し2013年11月1日から12月1日まで、福井県立美術館で「空前絶後の岡倉天心展」を開催した。

## 来歴
- 1863年2月14日（文久2年12月26日）、福井藩士・岡倉覚右衛門の次男として横浜（生誕の地は現在の横浜市開港記念会館）に生まれる。神奈川警備方を命じられた福井藩は横浜で海外貿易の盛隆を目の当たりにし、生糸を扱う貿易商店「石川屋」を1860年に横浜本町5丁目に開店し、覚右衛門を赴任させた。店を訪れる外国人客を通じて岡倉は幼少時より英語に慣れ親しんでいった[5]。
- 1870年、ジェームス・ハミルトン・バラの英語塾へ入る。母を亡くす[5]。
- 1871年（明治4年）、父親の再婚をきっかけに、大谷家に養子に出されるが、里親とそりが合わず、神奈川宿の長延寺に預けられる。寺の住職から漢籍を学ぶ一方、高島嘉右衛門が開いた洋学校「高島学校」へ入学[5]。
- 1873年（明治6年）、廃藩置県による石川屋廃業に伴い、父親が蛎殻町で旅館を始めたため、一家で東京へ移転[5]。官立東京外国語学校（現在の東京外国語大学）に入学。
- 1875年（明治8年）、東京開成学校（1877年〈明治10年〉に東京大学に改編）に入学。漢学の素養の深かった兄・港一郎が死亡[5]。
- 1878年（明治11年）基子と結婚。
- 1880年（明治13年）7月、東京大学文学部卒業。11月より文部省に音楽取調掛として勤務。
- 1881年（明治14年）アーネスト・フェノロサと日本美術を調査。長男の一雄誕生[5]。
- 1882年（明治15年）、専修学校（現在の専修大学）の教官となり、専修学校創立時の繁栄に貢献し、学生達に大きな影響を与えた。
- 1884年（明治17年）6月25日、フェノロサとともに京阪地方の古社寺歴訪を命じられ、出張中、法隆寺夢殿を開扉、救世観音菩薩像を調査。
- 1886年 - 1887年（明治19 - 20年）、東京美術学校（現在の東京芸術大学美術学部）設立のため、フェノロサと欧米視察旅行。当地にて、日本美術に触発されたアールヌーヴォー運動の高まりを見て、日本画推進の意をさらに強くする。
- 1887年（明治20年）、東京美術学校幹事。
- 1888年（明治21年）、明治を代表する文部官僚で男爵の九鬼隆一は岡倉のパトロンであったが、その妊娠中の妻・波津子と恋に落ちる。波津子は隆一と別居し、のち離縁する。離縁後、波津子は周蔵を生む。彼は、子供の頃訪ねてくる天心を父親と考えたこともあったと記している。10月、博物館学芸員に任命され、年間300円の手当を得る[6]。
- 1889年（明治22年）、日本美術学校開校。美術雑誌『国華』創刊。5月、帝国博物館理事に任命[7]。12月、大博覧会美術部審査官となる[8]。
- 1890年（明治23年）、10月7日東京美術学校初代校長に岡倉天心（浜尾新は校長事務取扱に留まり、事実上の初代校長は岡倉天心[9]、副校長はフェノロサ）。27歳のこの頃が最も活動がさかんであった。同校での美術教育が特に有名で、福田眉仙、横山大観、下村観山、菱田春草、西郷孤月らを育てたことで知られる。西黒門町から中根岸7番地に転居[10]。
- 1891年（明治24年）12月、シカゴ万国博覧会の評議員に選ばれ、政府出品物の鳳凰殿の室内装飾と出品物制作を受託。鳳凰殿模型の建築を東京美術学校で請負い、その英文解説を執筆した。[11]
- 1893年（明治26年）7月11日、宮内省より清国出張を命じられ、竜門石仏を発見し、12月7日、帰国。
- 1897年（明治30年）、『日本帝国美術歴史』の編纂主任になる[12]。
- 1898年（明治31年）、東京美術学校を排斥され辞職。同時に連帯辞職した大観らを連れ、日本美術院を下谷区谷中に発足させる。
- 1901年 - 1902年（明治34 - 35年）、インド訪遊。タゴール、ヴィヴェーカーナンダ等と交流する。
- 1902年  - 来日したビゲローと交歓[13]。
- 1903年（明治36年）、ロンドンのジョンマレー社より"The Ideals of the East with Especial Reference to the Art of Japan"刊行。そののち、1922年（大正11年）に日本美術院より刊行の『天心全集』で初めて訳出されたあと[14]、1942年の「東邦の理想[15]」（村岡博訳）をはじめ、逆輸入というかたちで続々と翻訳紹介が始まる。
- 1904年（明治37年）、ビゲローの紹介でボストン美術館中国・日本美術部に迎えられる[注釈 1]。この後は館の美術品を集めるため日本とボストン市を往復することが多くなり、それ以外の期間は茨城県五浦（いづら）のアトリエにいることが多くなり表立った活動は少なくなった[注釈 2]。
- 1905年（明治38年）、9月渡米[16]。
- 1906年（明治39年）、美術院の拠点を茨城県五浦に移す。この団体は岡倉の活動が鈍るにつれて活動も減少するが岡倉の没後、大観らによって再興された。
- 1907年（明治40年）、三回目のボストン美術館勤務のため渡米[5]。正五位勲六等に叙され、8月に美術審査委員会委員に就任[17]。10月、文部省公設展覧会の出品締め切りに遅れた画家・高橋廣湖のために会場の一部を私費で借りて展覧会を開催[18]。
- 1910年（明治43年）、ボストン美術館理事長のエドワード・ホームズ（Edward Jackson "Ned" Holmes[19]。日本美術愛好家で妻は日本人[5]）の支援でボストン美術館に東洋部を設けることになり、ヨーロッパの美術館東洋部の視察ののち[5]、ボストン美術館中国・日本美術部長に就任。
- 1911年（明治44年）、9月帰国[20]。
- 1912年（明治45年）、文展審査委員就任[21]。
- 1913年（大正2年）、ボストンに歌劇場ができることを聞き、葛の葉を題材としたオペラ「白狐」を書き、アメリカでの支援者のひとりであるイザベラ・スチュワート・ガードナー美術館のガードナー夫人に贈る。その作曲は親交のあったチャールズ・マーティン・レフラーに委ねられたが、作曲の筆が遅く、結局完成されなかったため、岡倉とレフラーの関係は気まずい状態となった。その後、自らの死が近いことを感じ、妻・基子の隠居所を東京・田端に建設、妻の反対で延びていた長男・一雄の結婚披露宴を開く。若い画家たちの支援のために原富太郎（三溪）とともに「観山会」を組織[5]。9月2日、静養に訪れていた新潟県赤倉温泉の自身の山荘にて50歳で永眠した。慢性腎炎に尿毒症を併発していたとされる[22]。同日、従四位・勲五等双光旭日章を贈られる。戒名は釈天心[23]。墓所は豊島区駒込の染井墓地。遺言により分骨され五浦にも岡倉の墓がある。
- 1931年12月6日、東京美術学校（現：東京芸術大学美術学部）前庭で、平櫛田中作「岡倉天心像」の除幕式[24]が行われた。

## 栄典・授章・授賞
位階
- 1890年（明治23年）11月1日 - 正七位[25]
- 1895年（明治28年）3月11日 - 従五位[26]

## 家族
父：岡倉勘右衛門（1820-1896）は、越前福井藩の下級武士ながら商才に長けていたことから、福井藩の横浜商館「石川屋」の手代務に命じられ、石川屋善右衛門と名を改め、商人となった。廃藩置県により石川屋が廃業となると、東京・蛎殻町にあった福井藩の下屋敷跡で旅館「岡倉旅館」を開業。なお岡倉家の祖先は、越前朝倉家。
母：この（1834-1870、旧姓：野畑（濃畑））も福井出身で、165cmの長身だったという。勘右衛門の前妻（藤田みせ）は4人の娘を残して亡くなっており、このは29歳の時に後妻として岡倉家に入る。長男・港一郎（1861-1875）、次男・角蔵（天心）、三男・玄三（夭折）、四男・由三郎(よしさぶろう、1868-1936)、五女・蝶子（1870-1943）を産むが、産褥熱のため37歳で死亡。兄の港一郎が脊椎カリエスで手がかかったため、角蔵は橋本左内の遠縁にあたる乳母に育てられた。弟の岡倉由三郎は、東京帝国大学文化大学選科に学び、1891年に朝鮮で日本語学校の教師となり、府立一中、鹿児島造士館の教師を経て、1901年に英国留学、帰国後東京高等師範学校教授を務め、研究社の「英文学叢書」等の主幹を務め、「新英和大辞典」等を編纂した。妹の蝶子は福井出身の木彫家の山田鬼斎（1864-1901、本名常吉、東京美術学校彫刻科教授）と結婚した。このが没した後、勘右衛門は3人目の妻・大野しづを迎えるが、子はなかった。
妻の基子(表記は基、元、重戶あり、1865-1922)は大岡定雄の娘で、赤坂の茶会（茶店とも）で天心と知り合い、岡倉旅館で働きはじめ、1879年に結婚した。天心と九鬼波津子の恋愛中は別居した。高橋健三の妻を先達として、大谷木備一郎の妻（のち小川一真妻）、藤田隆三郎の妻、山田喜之助の妻らとともに十数人で日本風の婦道を勉める婦人団体「清迎会（清遊会）」を作り、全員で大奥風に髪を結い、揃いの小袖で遊山に出かけるなどした。
基子との間に生まれた長男の岡倉一雄（1881-1943）は朝日新聞記者で、岡倉覚三の伝記をまとめた。長女の高麗子（こまこ、1883-1955）は仏英和高等女学校（現・白百合学園中学校・高等学校）に学び、20歳で鉄道省に勤める米山辰夫に嫁ぎ、鉄道局長として各地に転勤した夫に伴って暮らし、隠棲した五浦で没した。
庶子として腹違いの姉よしの子・八杉貞（1869-1915）との間に和田三郎（1895-1937）がいる。出産翌年貞は自殺未遂を起こしている。三郎は生まれてすぐ他家に預けられ、5歳で和田政養の養子となり、1902年に和田が没すると、早崎稉吉と結婚した母親に引き取られ、中学進学からは剣持忠四郎に預けられた（和田、早坂、剣持はともに天心の部下）。その後名古屋の第八高等学校 (旧制)から東京帝国大学医学部に進み、卒業後都立松沢病院に勤務し、熊本医科大学助教授を経て精神病神経科広島県立代用養神館病院長となった。
孫（一雄の子）の岡倉古志郎は非同盟運動にも関わった国際政治学者、曾孫（古志郎の子）長男の岡倉徹志は中東研究者、他の曾孫岡倉登志は西洋史（アフリカ史）学者。玄孫（徹志の長男）の岡倉禎志は写真家、玄孫（徹志の次男）の岡倉宏志は人材開発コンサルタント、

## 逸話
- 1903年（明治36年）、岡倉はアメリカのボストン美術館からの招聘を受け、横山大観、菱田春草らの弟子を伴って渡米した。羽織・袴で、一行が街の中を闊歩していた際に、1人の若いアメリカ人から冷やかし半分の声をかけられた。「おまえたちは何ニーズ? チャイニーズ? ジャパニーズ? それともジャワニーズ?」。そう言われた岡倉は「我々は日本の紳士だ、あんたこそ何キーか? ヤンキーか? ドンキーか? モンキーか?」と陽気な英語で言い返した。

<原文>
What sort of nese are you people? Are you Chinese, or Japanese, or Javanese?
We are Japanese gentlemen. But what kind of key are you? Are you a Yankee, or a donkey, or a monkey? 
- 岡倉の残したメモの中に「第一・四十歳にて九鬼内閣の文部大臣となる、第二・五十にして貨殖に志す、第三・五十五にして寂す」と将来設計を記したものがあり、当時文部官僚だった九鬼隆一[41]との密接な関係がうかがえる。
- 当初は岡倉を引き立てた上司である文部官僚の九鬼隆一男爵の妻・波津子（九鬼周造の母）との接近について彼の更迭との関連も噂され、一部で好奇の対象となった。（美術学校騒動）
- 岡倉は、1892年5月東京専門学校（後の早稲田大学）に特別科外講師（東洋美術史）として参加しており、そこで大隈重信と知り合い、日本美術院の後援者となってもらった。後の早稲田の美術研究も天心の影響が大きい。
- 岡倉は黒川真頼に依頼して、東京美術学校の開設時の制服を[42]、明治23年（1890年）に制定された裁判所で用いる法服[43][44]を考案した。これらの制服は、聖徳太子像より考証した古代官服風の冠と闕腋袍から成っており、当時としても異様なものであった[45]。そのため、黒川が裁判所に事件の証人として召喚された際には、廷丁に判事と間違えられたという逸話もある[46]。

## 著作（原文）
- 『The Ideals of the East-with special reference to the art of Japan』 1903年 ジョン・マレー書店（ロンドン）『東洋の理想』[15]
- 『The Awakening of Japan』 1904年 センチュリー会社（英語版）（ニューヨーク）及びジョン・マレー社（ロンドン）『日本の目覚め』
- 『The Book of Tea』 1906年 フォックス・ダフィールド社（ニューヨーク）『茶の本』
  - 対訳本は、講談社インターナショナルと、「対訳ニッポン双書 茶の本」IBCパブリッシングほか。
- 『The Awakening of the East』 1902年稿 『東洋の目覚め』 当時未公開

## 著作（新版）
- 『岡倉天心全集』 平凡社（全8巻 別巻1）、1979 - 1981年。別巻は年譜・資料、書簡補遺
- 『東洋の理想 他』、「日本の覚醒」「東洋の覚醒」を併せて収録
訳者は順に 佐伯彰一・橋川文三・桶谷秀昭。平凡社東洋文庫、1983年、ワイド版2007年
- 『日本美術史』 平凡社ライブラリー、2001年。以上は、平凡社「全集」からの単行判
- 『東洋の理想』 講談社学術文庫、1986年。冨原芳彰訳（巻末に記載、旧版・ぺりかん社）
- 『新訳 東洋の理想 岡倉天心の美術思想』 古田亮・芹生春奈 訳・解説、平凡社、2022年
- 『日本の覚醒 英文収録』 夏野広訳、講談社学術文庫、2014年（新版）
- 『日本の目覚め』 村岡博訳、土曜社 文庫判、2017年（新版）
- 『茶の本』 村岡博[47]訳、岩波文庫、改版2007年、ワイド版2008年
  - 『新訳 茶の本』 大久保喬樹[48]訳、角川ソフィア文庫、2005年
  - 『茶の本 英文収録』 桶谷秀昭訳、講談社学術文庫、1994年
  - 『茶の本』 ソーントン不破直子訳、春風社、2009年（新版）
  - 『茶の本』 田中秀隆訳、淡交社、2013年。著者は大日本茶道学会長
    - 新版：田中仙堂（茶人号）で『岡倉天心「茶の本」をよむ』 講談社学術文庫、2017年

  - 『新訳 茶の本』 木下長宏訳、明石書店、2013年。英文収録
  - 『茶の本』 宮川寅雄訳、土曜社 文庫判、2017年（新版）。旧版・講談社文庫は電子書籍化
- 『内村鑑三 岡倉天心 近代浪漫派文庫4』 新学社、2004年。浅野晃訳「東洋の理想」
- 『岡倉天心コレクション 茶の本』 ちくま学芸文庫、2012年。解説佐藤正英
茶の本、日本の目覚め、東洋の理想、東洋の目覚め を収録。
訳者は順に 桜庭信之、斎藤美洲、冨原芳彰、岡倉古志郎
  - 元版『明治文學全集38 岡倉天心集』 宮川寅雄編、筑摩書房、1968年、新版2013年
  - 別版『近代日本思想大系7 岡倉天心集』 梅原猛編、筑摩書房、1976年

## 親族による回想・評伝
- 岡倉一雄 『父 岡倉天心』中央公論社、1971年／岩波現代文庫、2013年、解説酒井忠康。初刊は1940年
  - 『岡倉天心をめぐる人びと』 復刻版・中村愿校註、五浦美術叢書・中央公論美術出版、1998年。解説岡倉古志郎
- 岡倉古志郎 『祖父 岡倉天心』 五浦美術叢書・中央公論美術出版、1999年
- 岡倉登志『世界史の中の日本 岡倉天心とその時代』 明石書店、2006年
- 岡倉登志『曾祖父覚三 岡倉天心の実像』 宮帯出版社、2013年
- 岡倉登志・岡本佳子・宮瀧交二 『岡倉天心 思想と行動』 吉川弘文館、2013年
- 岡倉登志『岡倉天心の旅路』 新典社、2022年
- 岡倉登志『岡倉天心『茶の本』の世界』ちくま新書、2024年

### 伝記・研究
- 『岡倉天心 人と思想』 橋川文三編、平凡社、1982年
- 宮川寅雄 『岡倉天心』 東京大学出版会「日本美術史叢書」、1956年（新装版刊）
- 斎藤隆三 『岡倉天心』 吉川弘文館〈人物叢書〉、1960年（新装版刊）
- 清見陸郎 『天心岡倉覚三』中央公論美術出版、1980年。オンデマンド版2005年
- 大岡信 『岡倉天心』 朝日新聞社「朝日評伝選」、1975年／朝日選書、1985年
- 大久保喬樹『岡倉天心 驚異的な光に満ちた空虚』小沢書店、1987年。第1回 和辻哲郎文化賞受賞
- 大原富枝 『ベンガルの憂愁 岡倉天心とインド女流詩人』 福武書店、1986年／ウェッジ文庫 2008年
- 『宝石の声なる人に プリヤンバダ・デーヴィーと岡倉覚三 愛の手紙』 大岡信・大岡玲編訳、平凡社ライブラリー（新版）、1997年
- 大野芳 『白狐 岡倉天心・愛の彷徨』講談社、1994年
- 木下長宏 『岡倉天心』 ミネルヴァ書房〈日本評伝選〉、2005年
- ワタリウム美術館編集 『岡倉天心 日本文化と世界戦略』 平凡社、2005年
- 清水多吉『岡倉天心 美と裏切り』中央公論新社〈中公叢書〉、2013年
- 『いま天心を語る 創立120年記念シンポジウム』 東京藝術大学出版会、2010年。岡倉天心展実行委員会編
- 吉田千鶴子 『〈日本美術〉の発見 岡倉天心がめざしたもの』吉川弘文館〈歴史文化ライブラリー〉、2011年
- 森田義之・小泉晋弥編 『岡倉天心と五浦』中央公論美術出版、1998年、増訂版2021年
- 『岡倉天心アルバム』「五浦美術叢書」中央公論美術出版、2000年、増訂版2013年。茨城大学五浦美術文化研究所監修・中村愿編
- 若松英輔 『岡倉天心『茶の本』を読む』 岩波現代文庫、2013年
- 清水恵美子『洋々無限　岡倉天心・覚三と由三郎』里文出版、2017年
- 『岡倉天心『茶の本』の研究』熊倉功夫・関剣平編、世界茶文化学術研究叢書Ⅳ：宮帯出版社、2020年
- マンガふるさとの偉人「五浦から世界へ 岡倉天心」発行 茨城県北茨城市 2024年[49]

## 岡倉天心を主題とする作品

### テレビドラマ
- 『脱兎のごとく 岡倉天心』（1985年5月6日放送、NHK）出演：山﨑努

### 映画
- 『天心』（2013年）出演：竹中直人、監督：松村克弥